# Valse des fleurs
La Valse des fleurs (en russe : Вальс цветов) est une célèbre valse qui fait partie du ballet Casse-noisette composé par Piotr Ilitch Tchaïkovski, présenté pour la première fois le 18 décembre 1892 au théâtre Mariinsky de Saint-Pétersbourg.
Au sein d’œuvres culturelles, cette valse illustre souvent des séquences joyeuses et/ou nostalgiques, et notamment des scènes de mariage ou qui s'en rapportent[réf. nécessaire].

## Culture

### Cinéma
- 1929 : The Bishop Murder Case
- 1934 : Long Lost Father
- 1940 : Fantasia des Studios Disney
- 1944 : Bathing Beauty
- 1944 : Glimpses of California
- 1947 : Calling on Costa Rica
- 1951 : As Young as You Feel
- 1951 : Springtime in the Netherlands
- 1952 : Seeing Ceylon
- 1964 : Shadow of Treason
- 1980 : Caddyshack
- 1984 : Electric Dreams (la belle et l'ordinateur)
- 1988 : Fresh Horses
- 1991 : All I Want for Christmas
- 1994 : The Road to Wellville
- 1995 : The Sandman
- 1996 : D3: The Mighty Ducks
- 1996 : Titanic (TV Mini-Series)
- 1998 : Sanctuary
- 1999 : May the Butterfly Dance (TV Movie)
- 2002 : Corto Maltese, la cour secrète des arcanes
- 2003 : Between Us
- 2005 : Springet
- 2006 : Marrying the Mafia III
- 2009 : Adventureland
- 2011 : A Princess for Christmas (TV Movie)
- 2013 : Tender Waves
- 2015 : About Scout
- 2017 : Lady Bird
- 2017 : Marshall

### Télévision

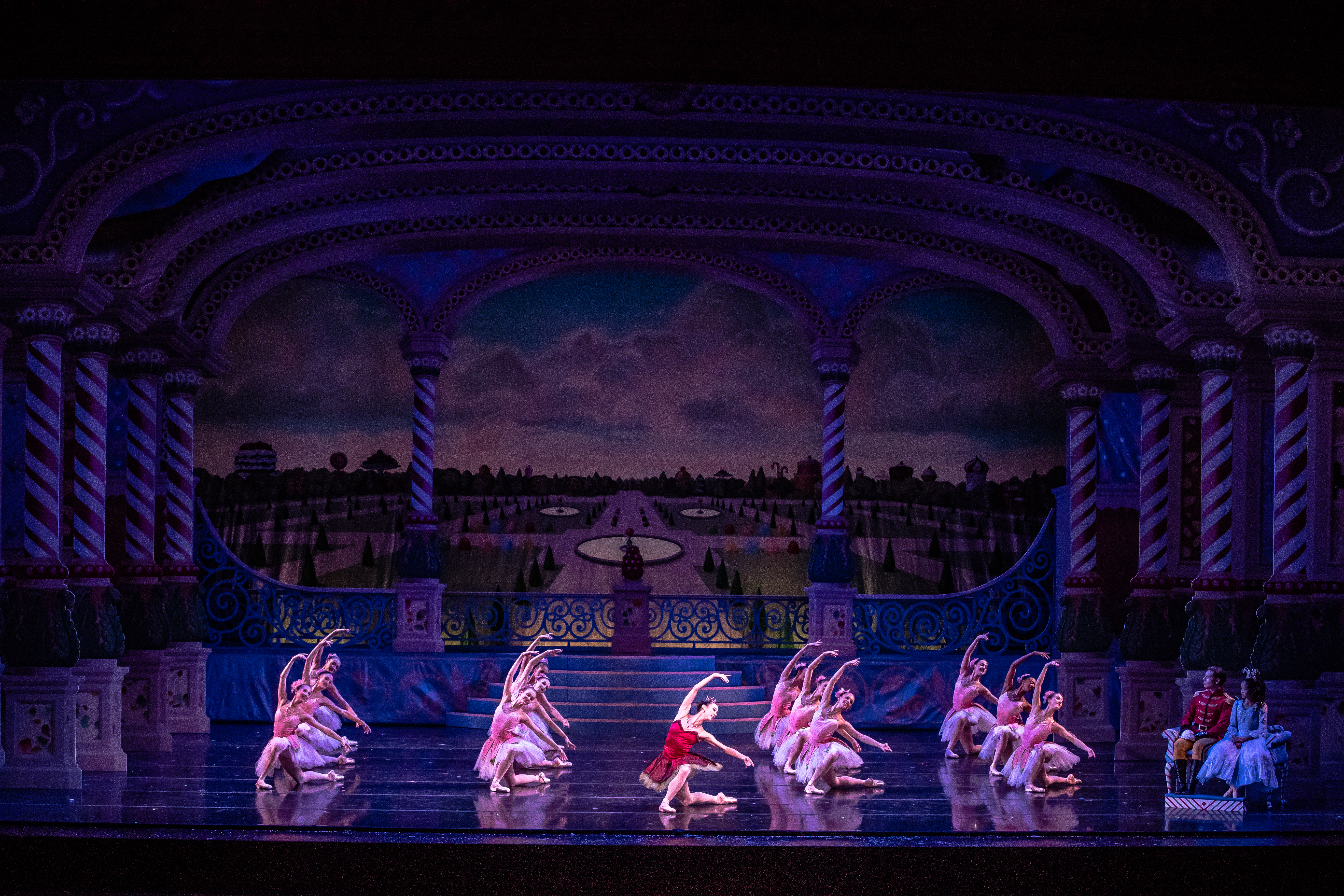
La Valse des fleurs lors d'une représentation de Casse-Noisette au Kansas City Ballet en 2016.

- Demain je me marie, téléfilm français réalisé par Vincent Giovanni en 2010 : scène du mariage.

### Jeux vidéo
- 2007 : BioShock (jeu vidéo)

La valse des fleurs est utilisée lors d'un combat contre des chrôsomes dans la forteresse fôlatre.
- BioShock Infinite: Burial at Sea

La valse des fleurs (Cory Pesaturo, version accordéon) est présente dans le premier épisode
- Super Mario Galaxy

Plusieurs musiques sont très fortement inspirées/reprennent des parties de La valse des fleurs, notamment "Comet Observatory 3".
- What Remains of Edith Finch

La valse des fleurs sert de toile de fond au chapitre dédié à Gregory Finch.
- Fallout 4
- Atomic Heart

La valse des fleurs est jouée en arrière plan en début de jeu dans un laboratoire de l'installation 3826, quand un robot Terechkova donne la première injection de polymère au joueur, lui permettant de voir les objets cachés.

### Média
- La Valse des fleurs est utilisée dans une publicité pour Renault[Laquelle ?][réf. nécessaire].